# Ungerns ambassad i Stockholm
Ungerns ambassad i Stockholm är Ungerns diplomatiska representation i Sverige. Ambassadör sedan 2017 är Adrien Müller. Ambassaden är sedan 1971 belägen i Villa Gumælius på Dag Hammarskjölds väg 10 i Diplomatstaden, Stockholm. Villa Gumælius uppfördes 1924 för ingenjören Arvid S:son Gumælius. Det var år 1971 som fastigheten såldes till ungerska ambassaden, och innan dess disponerades byggnaden av den iranska ambassaden.

## Verksamhet
Ambassaden spelar en viktig roll när det gäller utvecklingssamarbete, kulturella frågor och kontakter med lokal press. Ambassaden är också ett bilateralt uppdrag i Sverige bland annat för att främja ungerska intressen i Sverige. Ungerns Ambassad i Stockholm ger konsulärt bistånd på den konsulära avdelningen. Avdelningen ger i allmänhet tjänster till lokalbefolkningen i Sverige som planerar att besöka Ungern och ungerska medborgare som bor i Sverige. Ambassaden i Stockholm står till tjänst och svarar på frågor gällande ungerska visum och pass, äktenskapsregistrering, legalisering av dokument, barns födelse och mycket mera.

## Beskickningschefer
| Namn                              | Period    | Funktion                                         | Anmärkning                                 |
| --------------------------------- | --------- | ------------------------------------------------ | ------------------------------------------ |
| Georges Barcza de Nagyalásony     | 1920–1921 | Diplomatisk agent                                | Sidoackrediterad från Köpenhamn            |
| Baron Julius Bornemisza de Kászon | 1921–1924 | Envoyé                                           | Ackrediterad 24 maj 1921                   |
| Iwan Bogdan de Tiszahegyes        | 1924–1925 | Chargé d’affaires                                |                                            |
| Béla de Török                     | 1925–1929 | Chargé d’affaires                                |                                            |
| Alexander Kish de Nemeskér        | 1929–1932 | Chargé d’affaires                                | Ackrediterad 13 juni 1929                  |
| Béla de Török                     | 1932–1935 | Envoyé                                           | Sidoackrediterad från Haag 9 februari 1932 |
| Antoine Magyary de Kis Sólymos    | 1935–1937 | Envoyé                                           | Ackrediterad 6 december 1935               |
| Dr Pierre de Matuska              | 1937–1943 | Envoyé                                           | Ackrediterad 18 juni 1937                  |
| Dr Antal Ullein-Reviczky          | 1943–1944 | Envoyé                                           | Ackrediterad 30 september 1943             |
| Vakant                            | 1944–1946 |                                                  |                                            |
| Vilmos Böhm                       | 1946–1948 | Envoyé                                           | Ackrediterad 17 maj 1946                   |
| Jules Schöpflin                   | 1949–1950 | Envoyé                                           | Ackrediterad 11 mars 1949                  |
| Jean (János) Katona               | 1950–1954 | Chargé d’affaires (1950–1952) Envoyé (1952–1954) | Ackrediterad 7 november 1952               |
| Frigyes Puja                      | 1954–1955 | Envoyé                                           | Ackrediterad 4 januari 1954                |
| József Hajdu                      | 1955–1957 | Envoyé                                           | Ackrediterad 7 maj 1955                    |
| Lajos Bebrits                     | 1957–1960 | Envoyé                                           | Ackrediterad 2 juli 1957                   |
| Pál Korbacsics                    | 1960–1963 | Envoyé                                           | Ackrediterad 8 januari 1960                |
| Ferenc Esztergályos               | 1963–1969 | Envoyé (1963–1964) Ambassadör (1964–1969)        | Ackrediterad 10 september 1963             |
| Béla Nagy                         | 1969–1975 | Ambassadör                                       | Ackrediterad 7 oktober 1969                |
| Janos Lörincz                     | 1975–1976 | Ambassadör                                       | Ackrediterad 16 juni 1975                  |
| Tivadar Iván                      | 1976–1980 | Ambassadör                                       | Ackrediterad 19 oktober 1976               |
| László Nagy                       | 1980–1983 | Ambassadör                                       | Ackrediterad 25 september 1980             |
| Károly Szigeti                    | 1983–1989 | Ambassadör                                       | Ackrediterad 13 oktober 1983               |
| József Hajdu                      | 1989–1991 | Ambassadör                                       | Ackrediterad 28 september 1989             |
| András Hajdu                      | 1991–1992 | Ambassadör                                       | Ackrediterad 18 april 1991                 |
| László Deseö                      | 1992–1996 | Ambassadör                                       | Ackrediterad 27 augusti 1992               |
| Istvàn Mohácsi                    | 1996–2000 | Ambassadör                                       | Ackrediterad 15 oktober 1996               |
| László Szöke                      | 2000–2005 | Ambassadör                                       | Ackrediterad 20 september 2000             |
| Gábor Iklódy                      | 2005–2009 | Ambassadör                                       | Ackrediterad 31 augusti 2005               |
| Gábor Szentiványi                 | 2009–2013 | Ambassadör                                       | Ackrediterad 12 juni 2009                  |
| Lilla Makkay                      | 2013–2017 | Ambassadör                                       | Ackrediterad 23 oktober 2013               |
| Adrien Müller                     | 2017–idag | Ambassadör                                       | Ackrediterad 9 november 2017               |

## Bilder

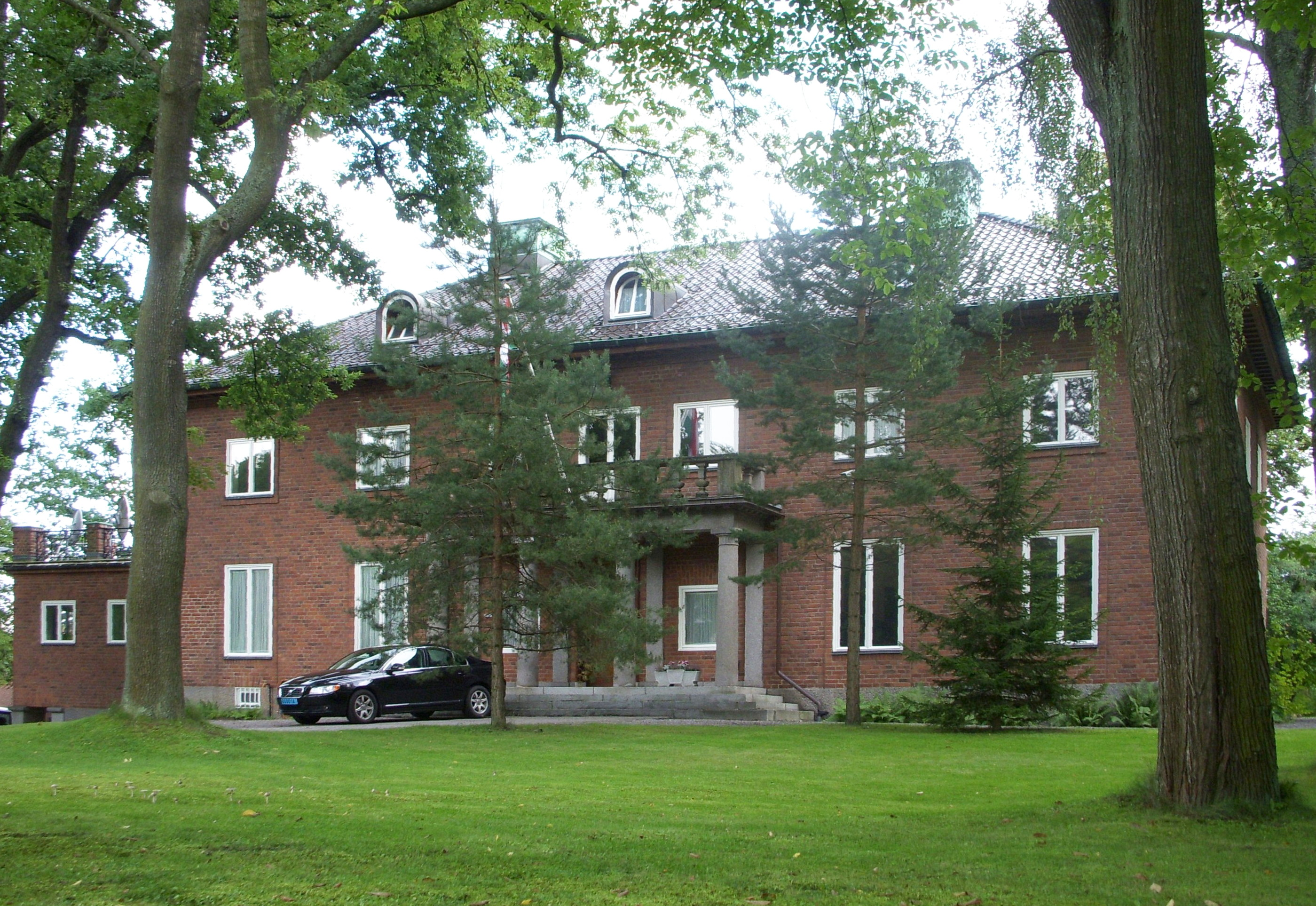
Ambassadbyggnaden på Dag Hammarskjölds väg 10 i Diplomatstaden.
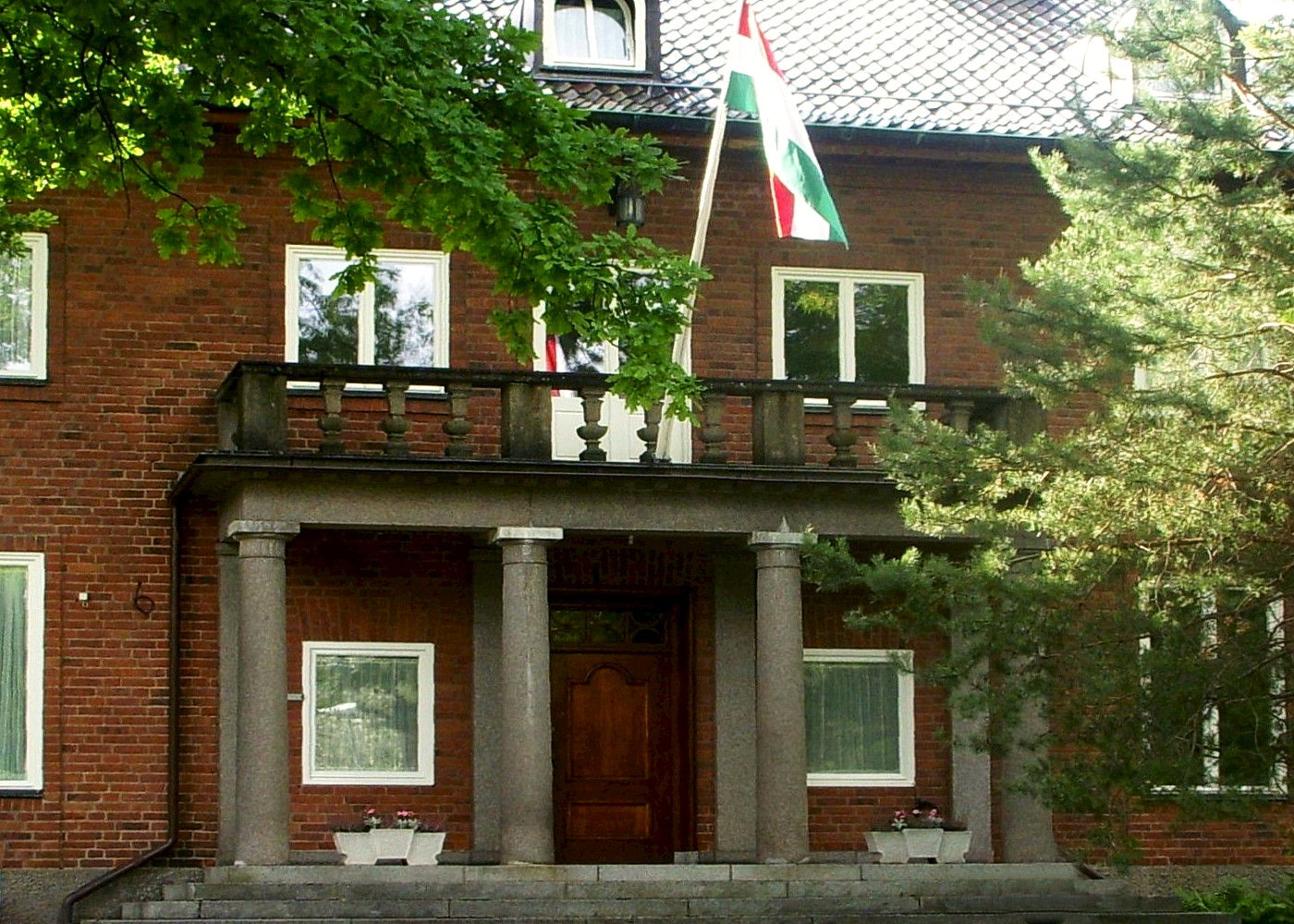
Stenportalen med altanen och ungerska flaggan på ambassadbyggnaden.